# در جشن زندگی
در جشن زندگی (به انگلیسی: In Celebration of Life) هفتمین آلبوم استودیویی یانی می‌باشد که توسط شرکت پرایوت میوزیک در ۱۹۹۱ منتشر شده‌است. تور این آلبوم در همان‌سال و با عنوان انقلاب در صدا برگزار شد.

## نوازندگان
- چارلی آدامز (درام)
- اسامه عفیفی (گیتار بیس)
- چارلی بیشارت (ویلون)
- مایکل برونو (پرکاشن)
- امی شیوتانی (کیبورد)
- برادلی جوزف (کیبورد)